# Route nationale 32 (Guinée)
Pour les articles homonymes, voir Route nationale 32.
La Route nationale 32 (N32) est une route nationale en république de Guinée, commençant à Niandankoro à la sortie N1 et se terminant à Malimane à l'accès N6. Elle mesure 85 kilomètres de long.

## Tracé
- Niandakoro
- Bafele koura
- Fandia
- Warikoro
- Malimane